# نقولا الاسطا
نقولا الأسطا، فنان لبناني، ولد في مدينة زحلة في 3 ديسمبر 1966 .
درس نقولا الأسطا في الجامعة اللبنانية في زحلة ثم انتقل إلى جامعة الروح القدس في الكسليك لدراسة الموسيقى وتخرج في عام 1991.